# Фођанело (Потенца)
Фођанело (итал. Foggianello) је насеље у Италији у округу Потенца, региону Базиликата.
Према процени из 2011. у насељу је живело 85 становника. Насеље се налази на надморској висини од 549 м.